# Giuseppe Poloni
Giuseppe Poloni (Martinengo, 22 dicembre 1851 – Martinengo, 1º gennaio 1887) è stato un fisico italiano, allievo e poi assistente di Riccardo Felici, collega e amico di Luigi Donati,
Antonio Roiti, Giuseppe Pisati, Adolfo Bartoli, Andrea Naccari, Salvatore Pincherle.

## Biografia
Frequenta le scuole elementari e i cinque anni di ginnasio a Martinengo e il liceo classico al Paolo Sarpi di Bergamo.
Ottiene un posto al collegio Ghislieri di Pavia nella cui università frequenta i primi due anni di scienze matematiche, trasferendosi poi all'Università di Pisa per gli ultimi due anni.
Pubblica il primo articolo sull'elettrolisi con Adolfo Bartoli nella rivista Nuovo Cimento, nel maggio del 1872, e il 16 luglio del medesimo anno si laurea in Scienze Fisico-Matematiche all'Università di Pisa con la tesi Sulla teoria meccanica del calore.
Un anno dopo, il 16 luglio ottiene l'abilitazione alla Scuola Normale di Pisa con la tesi: Sulla distribuzione della corrente Voltaica nei corpi conduttori.
Dopo una breve permanenza al Liceo classico Spedalieri di Catania, per un anno lavora come assistente di Riccardo Felici nel laboratorio di Fisica a Pisa, dove con Onesti, Bartoli e Donati esperimenta il nuovo interruttore ideato da Riccardo Felici (sensibilità 1/20000 sec.; Pietro Blaserna nel 1870 ne aveva costruito uno simile).
In seguito (1875) Riccardo Felici lo propone al ministro della Pubblica Istruzione come Professore reggente di Fisica e Chimica al Liceo Foscolo di Pavia, poi è Professore ordinario di Fisica e Chimica al Liceo V. Emanuele di Palermo (1876-78); nel 1878 ottiene senza concorso la cattedra di fisica all'Istituto Tecnico S. Marta di Milano, nel 1882 riceve un Premio del Ministero della Pubblica Istruzione per la memoria Sul magnetismo permanente dell'acciaio a diverse temperature, e nel 1885 ottiene per concorso la cattedra di Fisica all'Università di Modena.

## Morte
Gli ultimi anni della sua vita furono molto intensi, ma forzatamente intervallati da periodi di riposo forzato, perché la sua fibra non riuscì a resistere alla sua frenetica attività, alla quale dedicava una buona parte della notte.
In uno di questi periodi morì a Martinengo nella notte tra il 31 dicembre 1886 e il primo gennaio del 1887, per una sincope.

### Monumenti

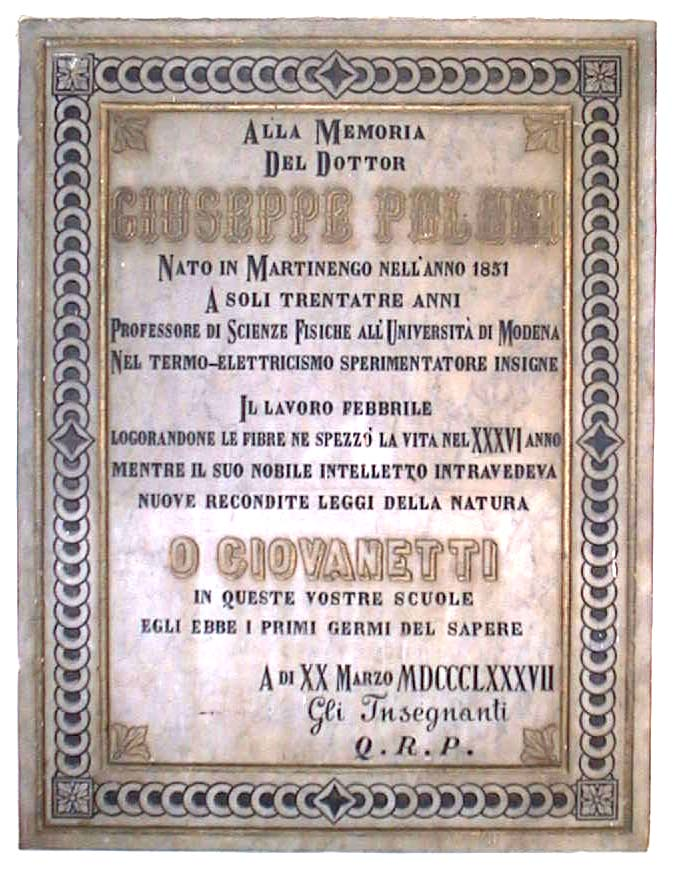
Lapide nella scuola media statale di Martinengo

La comunità delle scuole di Bergamo gli dedicò, dopo pochi mesi della sua morte, una lapide nel Collegio (0ra scuola media statale) dove egli frequentò il Ginnasio e dove fece parte della commissione di controllo. L'amministrazione comunale dopo qualche anno collocò sulla facciata del Palazzo Comunale un'altra lapide con la riproduzione in rilievo del suo busto (vedi inizio). Nel 2001 in occasione del 150° della nascita alcune associazioni culturali hanno collocato un cippo commemorativo sulla sua tomba nel cimitero di Martinengo.

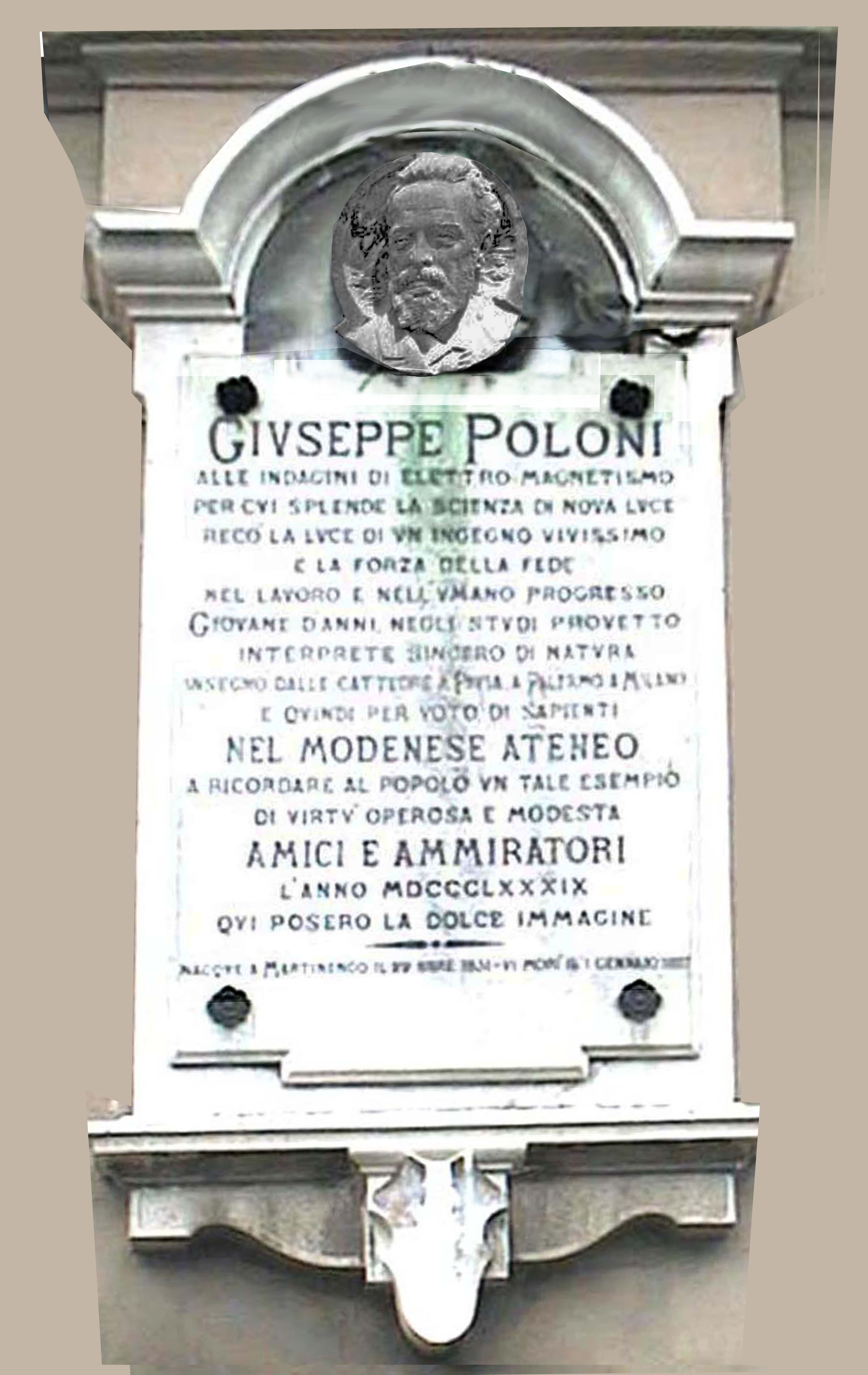
Lapide sulla facciata del palazzo comunale di Martinengo

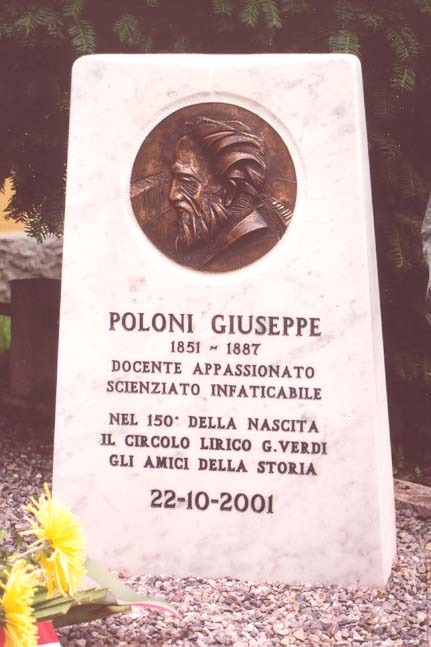
Cippo sulla tomba nel cimitero di Martinengo

### Ricordo nella commemorazione di Felici
Il 2 novembre 1902, nella commemorazione di Riccardo Felici tenuta all’Accademia dei Lincei, Antonio Roiti cita tre assistenti di Felici, tra i numerosi che ebbe in più di trent'anni di cattedra: sono Adolfo Bartoli, Luigi Donati e Poloni, che pubblicò alcuni articoli sulla rivista Il Nuovo Cimento con i due precedenti:

## Scritti di Poloni

### Articoli su riviste o note a società
1. Sul magnetismo permanente dell'acciaio a diverse temperature; Appendice alle due memorie già pubblicate sullo stesso argomento dal dott. Giuseppe Poloni, Professore nella R. Università di Modena Giuseppe Poloni Journal: Il Nuovo Cimento, vol. 19, no. 1, pp. 225–232, 1886 (Milano, tipo Bernardini di Rodeschini, 1886 , Rendiconti del R Istituto Lombardo Serie 2, vol. 19, fasc. 8, 1886, Nuovo Cimento, Serie 3 Vol. 19, maggio- giugno 1886)
2. Una relazione tra l'elasticità di alcuni fili metallici e la loro conducibilità elettro-calorifica; nota G. Poloni  Journal: Il Nuovo Cimento , vol. 15, no. 1, pp. 279–282, 1884 (Nuovo Cimento - serie 3, vol. 15 - serie 3, vol. 16 , Nota letta al R. Istituto Lombardo nell'adunanza del 20 maggio 1884 - serie 2, vol. 17- fasc. 9-12),e seguito
3. Una relazione tra l'elasticità di alcuni fili metallici e la loro conducibilità elettro-calorifica G. Poloni [collegamento interrotto] Journal: Il Nuovo Cimento , vol. 16, no. 1, pp. 42–49, 1884
4. A proposito della nota del dott. V. Volterra , sulla reciprocità delle correnti e delle temperature G. Poloni Journal: Il Nuovo Cimento , vol. 12, no. 1, pp. 58–60, 1882 (Anche cronaca 1874-77 del R. Liceo V.E. di Palermo; Elettricista)
5. Sopra una superficie di capillarità; Studi sperimentali G. Poloni Journal: Il Nuovo Cimento , vol. 6, no. 1, pp. 26–32, 1879. (Nota letta al R. Istituto Lombardo nell'adunanza del 15 giugno 1882)
6. Nuovo metodo per determinare l'interna conducibilità relativa dei metalli pel calore: nota / 22 giu. 1882 Poloni, Giuseppe. (Nota letta al R. Istituto Lombardo nell'adunanza del 15 giugno 1882- serie 2, vol. 15- fasc. 12-13)
7. Verificazione sperimentale di un fatto previsto dalla teoria matematica sulla distribuzione della corrente voltaica nei conduttori: nota / 20 lug. 1882 Poloni, Giuseppe. (nota presentata al R. Istituto Lombardo nell'adunanza del 13 maggio 1879) (Nota letta al R Istituto Lombardo nell'adunanza del 20 luglio 1883)
8. Influenza della temperatura sulla distribuzione del magnetismo in una calamita permanente Giuseppe Poloni Journal: Il Nuovo Cimento , vol. 8, no. 1, pp. 103–106, 1880. (Nota comunicata al R. Istituto Lombardo nella seduta del 21 luglio 1881)
9. Sperienze sulla capillarità dell'acqua G. Poloni  Journal: Il Nuovo Cimento , vol. 7, no. 1, pp. 16–26, 1880 e seguito
10. Sperienze sulla capillarità dell'acqua G. Poloni [collegamento interrotto] Journal: Il Nuovo Cimento , vol. 7, no. 1, pp. 26–32, 1880
11. Sopra una superficie di capillarità: studi sperimentali / 15 mag. 1879 , Poloni, Giuseppe. (Nota presentata al R. Istituto Lombardo nell'adunanza del 13 maggio 1879 serie 2, vol.12-fasc. 14, 16 Nuovo Cimento serie 2, vol. 6)
12. Sul magnetismo permanente dell'acciaio a diverse temperature Giuseppe Poloni  Journal: Il Nuovo Cimento , vol. 4, no. 1, pp. 206–232, 1878.(Dalla cronaca 1874-77 del R. Liceo V.E. di Palermo, Elettricista Vol. 11- Aprile-Maggio 1878 Nuovo Cimento 1878- serie 2, vol. 4)
13. Sul magnetismo temporario d'una sbarra di ferro ‘'’Luigi Donati'’', Giuseppe Poloni  Archiviato il 4 marzo 2016 in Internet Archive. Journal: Il Nuovo Cimento , vol. 13, no. 1, pp. 226–232, 1875 e seguito
14. Sul magnetismo temporario d'una sbarra di ferro ‘'’Luigi Donati'’', Giuseppe Poloni  Archiviato il 4 marzo 2016 in Internet Archive. Journal: Il Nuovo Cimento , vol. 13, no. 1, pp. 233–265, 1875 e seguito
15. Sul magnetismo temporario d'una sbarra di ferro ‘'’Luigi Donati'’', Giuseppe Poloni  Archiviato il 4 marzo 2016 in Internet Archive. Journal: Il Nuovo Cimento , vol. 13, no. 1, pp. 83–96, 1875
16. Sulla distribuzione della corrente voltaica in alcuni corpi di forma determinata Giuseppe Poloni  Journal: Il Nuovo Cimento , vol. 11, no. 1, pp. 271–284, 1874
17. Sopra un fenomeno dell'elettrolisi, dei Sigg. ‘'’A. Bartoli'’' e G. Poloni, studenti di matematiche nella Università di Pisa., Il Nuovo Cimento. 1872
18. Sul magnetismo permanente dell'acciaio a diverse temperature Giuseppe Poloni Journal: Il Nuovo Cimento , vol. 4, no. 1, pp. 206–232, 1870

### Traduzioni di articoli
- Sopra la determinazione dell'angolo d'incidenza principale e dell'azimuto principale per le diverse linee di Fraunhofer, G. Quincke, G. Poloni[collegamento interrotto] in: Il Nuovo Cimento , vol. 11, no. 1, pp. 132–145, 1874
- Sulla polarizzazione ellittica della luce e sulle sue relazioni coi colori superficiali dei corpi, E. Wiedemann, G. Poloni  in: Il Nuovo Cimento , vol. 11, no. 1, pp. 146–154, 1874
- Sulla luce riflessa dal permanganato di potassa E. Wiedemann, Trad. di G. Poloni Il Nuovo Cimento (1869-1876) Volume 11, Number 1, (Traduzione di G. Poloni)
- Sunti de' giornali stranieri, G. Poloni, Naccari, Pincherle  Journal: Il Nuovo Cimento , vol. 9, no. 1, pp. 210–235, 1873

### Recensioni di libri
Recensioni di libri di Fisica per la Società degli Insegnanti della Scuola Classica nella rivista La Scuola Classica
- Genn. Luglio 1882, n. 2 Volume 32° Biblioteca scientifica internazionale, edita in Milano dai Fratelli Dumolard: in esso il prof. R. Ferrini e il suo assistente ing. P. Pogliaghi trattano della luminosità elettrica dei gas e della materia radiante.
- Gennaio 1883 , n. 5: A. Serpieri. Il potenziale elettrico nell'insegnamento elementare della elettrostatica. Milano, Hoepli, 1882.
- Febbraio 1883, n. 6: Luigi Palmierì, Nuove lezioni di Fisica sperimentale (Napoli, Jovene, 1883).

### Manuali per le scuole
- Lezioni elementari di Chimica ad uso dei Licei, Palermo, anno 1°, Milano, Vallardi, 1878.
- Manuale di Magnetismo ed Elettricità - Milano, Ulrico Hoepli.
  - 1884 – I ed. 202 pag.
  - 1895 - II ed. 370 pag.
  - 1902 - III ed.

## Conferenze pubbliche
Tra il 1882 e il 1884 Poloni tenne diverse conferenze pubbliche di divulgazione su vari argomenti di Fisica a Milano e a Bergamo.
- Per la Società d'Esplorazione (MI), Ridotto della Scala, 1 lezione sul Telefono, 28-3-82.
- Per la Società d'Incoraggiamento per le Scienze e le Arti (MI), Ridotto della Scala, 19 lezioni di Elettricità, 19-11-82 : 5-5-83
- Per la Società d'Incoraggiamento, Ridotto della Scala, 10 lezioni di Acustica, 11-12-82 : 23-1-83
- Per la Società patriottica, Teatro Riccardi di Bergamo, 3 lezioni di Elettrologia, 1883
- Per la Società d'Incoraggiamento, Ridotto della Scala,11 conferenze di Fisica Terrestre, 9-12-84 : 31-1-85.

## Scuole superiori di insegnamento
- 1873		Reggente al Liceo Spedalieri di Catania, Fisica
- 1875-76	Reggente al Liceo Foscolo di Pavia, Fisica e Chimica
- 1876-78	Ordinario al Liceo V. Emanuele di Palermo, Fisica e Chimica
- 1878-85	Ordinario di Fisica all’Istituto Tecnico S. Marta (oggi Cattaneo) di Milano
- 1878-85	Fisica all'Istituto Reale delle Fanciulle di Milano
- 1878-85	Fisica alla Scuola Professionale femminile di Milano

## Università in cui studiò, collaborò o insegnò
- 1868-70	Primi due anni a Pavia
- 1870-72	Terzo, quarto anno e laurea a Pisa
- 1872-73	Scuola Normale Superiore e abilitazione a Pisa
- 1874-75	Assistente al laboratorio di Fisica di Pisa
- 1874 		Corso libero di Fisica ad Agraria e Veterinaria (Pisa)
- 1875-76	Incarico speciale all'università di Pavia
- 1877-78 	Esperienze al Laboratorio di Fisica di Palermo con Pisati, docente di Fisica
- 1885-87	Cattedra di Fisica a Modena

## Riviste con le quali Poloni collaborò
- Il Nuovo Cimento con una serie di 10 articoli e con traduzioni di articoli da riviste straniere (1872-1886)
- L'Elettricista di Firenze con il primo articolo sul Magnetismo dell'acciaio (1878)
- I Rendiconti dell'Istituto Lombardo con una serie di 9 articoli (1879-86)
- Atti dell'Accademia dei Lincei con un sunto di memoria sul Magnetismo dell'acciaio (1882)
- Il Bollettino La Scuola Classica con tre recensioni di nuovi libri di fisica (1882-83)

## Rapporti con società
- Assegno di perfezionamento - FONDAZIONE LAVAGNA DI PISA (1874)
- Comunicazioni alla (1877) - SOCIETÀ DI SCIENZE NATURALI ED ECONOMICHE DI PALERMO
- Socio effettivo (1881) - SOCIETÀ TRA GLI INSEGNANTI DELLE SCUOLE CLASSICHE (MI)
- Una memoria alla ACCADEMIA NAZIONALE DEI LINCEI DI ROMA (1882)
- Socio Corrispondente del REGIO ISTITUTO LOMBARDO DI SCIENZE E LETTERE DI MILANO (1882)
- Socio corrispondente dell’ATENEO DI SCIENZE LETTERE ED ARTI DI BERGAMO (1886)